# O, ce veste minunată!
O, ce veste minunată! ("O, che magnifica notizia!") è un tradizionale canto natalizio rumeno (colindă), di autore ed epoca sconosciuta, ma le cui prime attestazioni certe sono databili intorno al XVIII-XIX secolo.
Tra gli arrangiamenti più noti, vi è quello del compositore Gheorghe Dima.
In Romania, l'esecuzione del canto fu proibita durante il comunismo (1948-1989).

## Testo

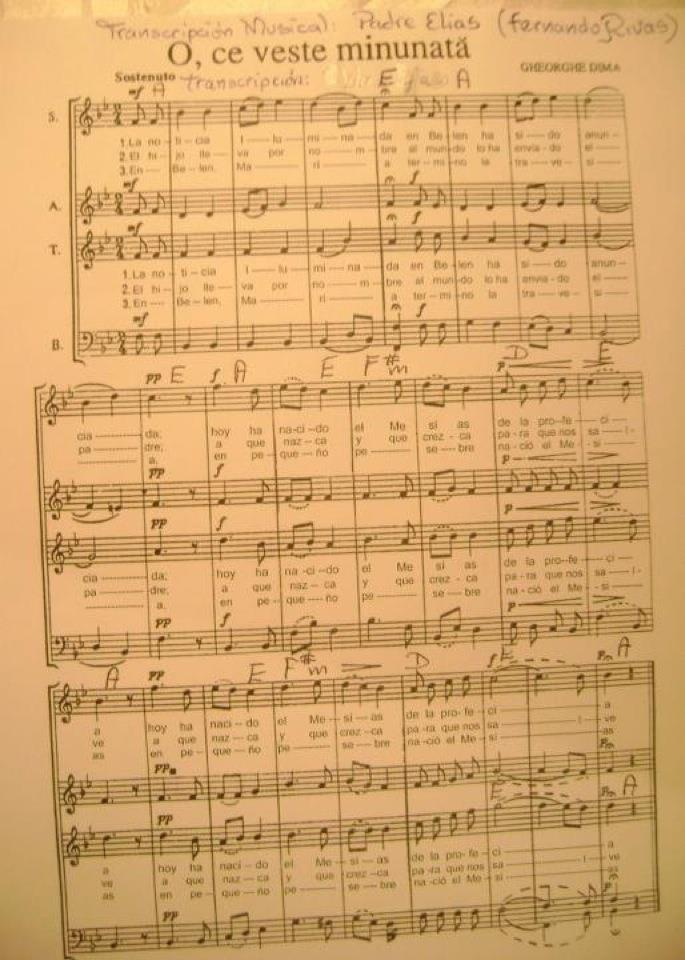
Spartito del brano

Il testo, di carattere religioso, si compone di tre strofe e parla del tema della Natività. Le prime due strofe sono di origine popolare..
Il testo recita:
O, ce veste minunată!

În Betleem ni s-arată.

Astăzi s-a născut cel făr' de-nceput,

Cum au spus prorocii.
Că la Betleem Maria,

Săvârşind călătoria

Într-un mic sălaş, lângă-acel oraş,

A născut pe Mesia.
Pe Fiul în al său nume,

Tatăl l-a trimis în lume.

Să se nască, şi să crească,

Să ne mântuiască.

## Adattamenti in lingua inglese
Il brano è stato anche adattato in lingua inglese, con i titoli Oh, How Wondrous News e Oh, What Wonderful Tidings.

## Versioni discografiche
Tra i vari cantanti, musicisti o gruppi che hanno inciso una versione del brano, figurano (in ordine alfabetico):
- Roberto Alagna (in: The Christmas Album, 2006[1])
- Dana Dragomir (in: album 'Frost', 2014)
- Ion Fălculete
- Angela Gheorghiu
- Ştefan Hruşcă (in: Colinde, 1990[5])
- Cristina Rus
- Angela Similea & Marius Țeicu
- Inna (singolo promozionale dall'EP natalizio "I Need You for Christmas", 2009)